# Mieleszówka
Mieleszówka – wieś w Polsce położona w województwie wielkopolskim, w powiecie ostrzeszowskim, w gminie Doruchów.
W latach 1975–1998 miejscowość administracyjnie należała do województwa kaliskiego.